# Saris

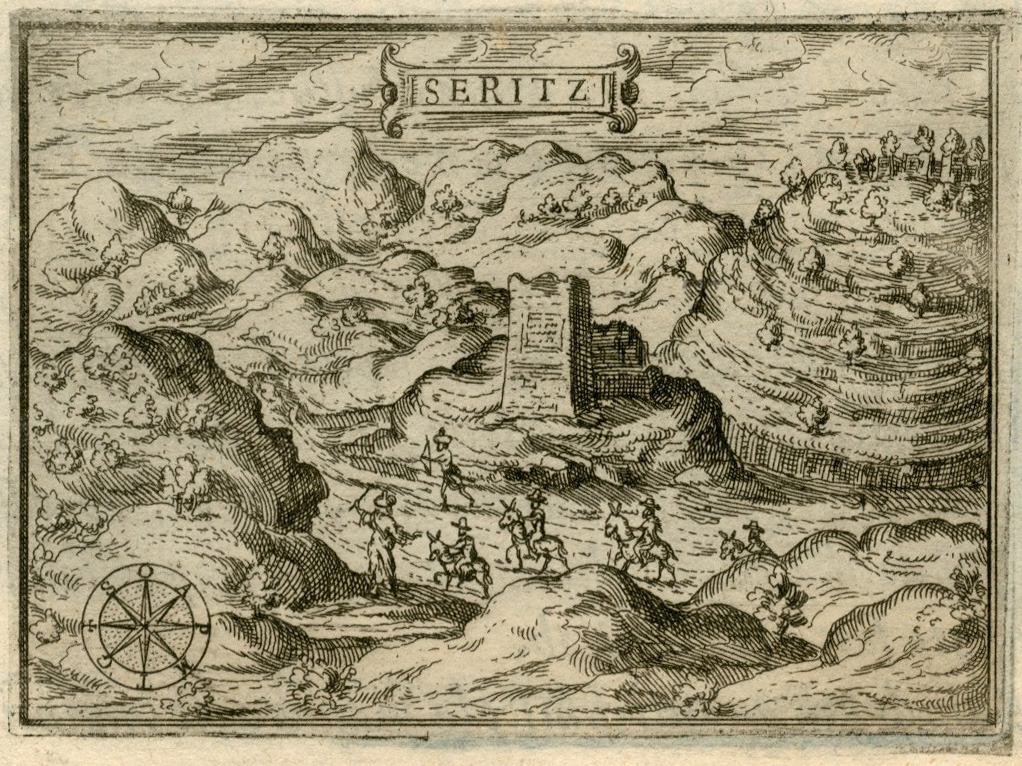
Représentation de Saris par Jean Zuallart en 1587

Saris (en arabe : ساريس) est un village arabe palestinien dépeuplé lors de l'Opération Nachshon, une grande offensive lancée par la Haganah le 6 avril 1948 avant que les Britanniques ne quittent la Palestine. L'objectif était de prendre le contrôle des villages situés entre Jérusalem et la plaine côtière.

## Histoire
Yaqut al-Hamawi signale dans les années 1220 que Saris est « un village du district de Jérusalem. Il se trouve à mi-chemin entre Jérusalem et Ar Ramlah, et à 4 heures de ces deux villes ".

### Période ottomane
En 1596, Saris, situé dans le nahiya (sous-district) de Jérusalem, dans le liwa' (district) de Jérusalem compte 53 ménages musulmans, soit environ 292 personnes. Les villageois payent des taxes sur un certain nombre de produits agricoles, notamment le blé, l'orge, les olives, les fruits, les caroubes, ainsi que sur les chèvres, les ruches et les vignobles ; un total de 7 098 Akçe. Un quart des revenus revient à un Waqf.
En 1838, Saris est signalé comme un village musulman du district de Beni Malik, à l'ouest de Jérusalem.
En 1863, l'explorateur français Victor Guérin trouve à Saris un puits, apparemment ancien, les maisons semblent délabrées D'après liste de villages ottomans de 1870 environ, on y trouve 57 maisons pour 169 hommes,..
En 1883, une enquête du Palestine Exploration Fund décrit Saris comme étant situé au sommet d 'une colline, avec des oliviers poussant en contrebas.
En 1896, la population de Saris est estimée à environ 360 personnes.

### Période du mandat britannique
D'après le recensement de Palestine de 1922 mené par les autorités du Mandat britannique, Saris comte 373 habitants tous musulmans et 470 en 1931, tous musulmans, habitant 114 maisons.
Selon les statistiques de 1945, Saris compte 560 habitants, tous musulmans et 10 699 dounams de terres. Les plantations et terres irrigables occupent 366 dounams, 3 677 sont consacrés à la céréalculture,.

### 1948 et suites
Le 13 avril 1948, avant que le village ne soit attaqué, Israël Galili écrit à Yosef Weitz du Fonds national juif pour demander l'établissement d'une implantation à Saris « dans les meilleurs délais ».
Le 17 avril 1948, The Scotsman rapporte que « des juifs ont détruit une mosquée, une école de village et 25 maisons, tuant trois femmes lors d'une attaque sur le village arabe de Saris tôt aujourd'hui [le 16]. Il y avait environ 500 assaillants". Le New York Times publie le même rapport et compte sept morts arabes. Un communiqué de la Haganah est cité, il indique qu'un bataillon israélien est resté 5 h, a détruit 25 bâtiments et en a incendié d'autres,. Uri Ben-Ari commande l’unité de sapeurs qui détruit à l’explosif le village, sans empêcher son pillage.
Après la guerre, la région est intégrée à l'État d'Israël. Le village de Shoresh est créé 1 km au sud-ouest des ruines de Saris en 1948, alors que Sho'eva est édifié à 500 m au nord-est du site en 1950, sur des terres ayant appartenu à Saris.
L’historien palestinien Walid Khalidi a décrit les terres du village en 1992: "Le site est recouvert de gravats; des barres de fer dépassent des toits effondrés. Il y a beaucoup de puits ouverts et plusieurs caves voûtées. Un grand nombre d'arbres, notamment des cyprès, des figuiers et des amandiers, poussent sur le site. Un bosquet d’amandiers abandonné se trouve du côté est. Au milieu de la pente se trouvent les restes d'un bassin artificiel. Le cimetière du village, entouré d'arbres, est situé au sud-ouest du site. Il contient plusieurs grandes tombes, dont l'une est entourée d'une petite enceinte sans toit ; un amandier pousse en son centre. " Il note également que deux forêts ont été établies dans la zone par le Fonds national juif.

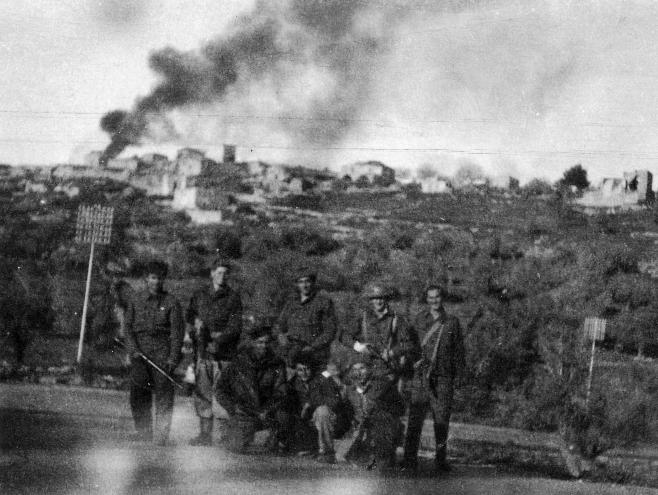
Membres de la brigade Harel démolissant des maisons à Saris, 1948
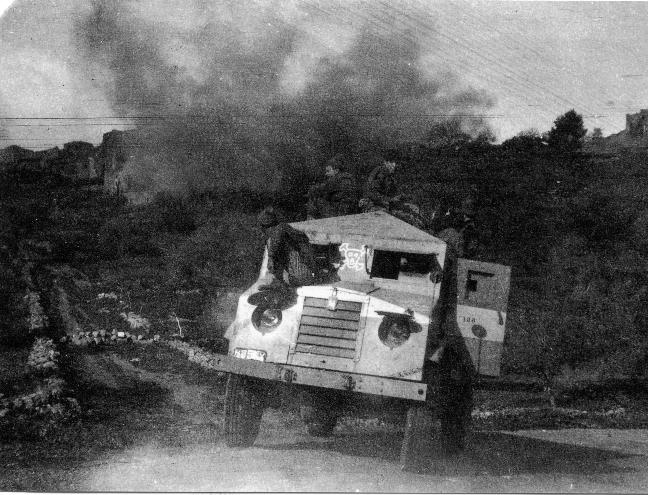
Harel démolissant des maisons à Saris, 1948
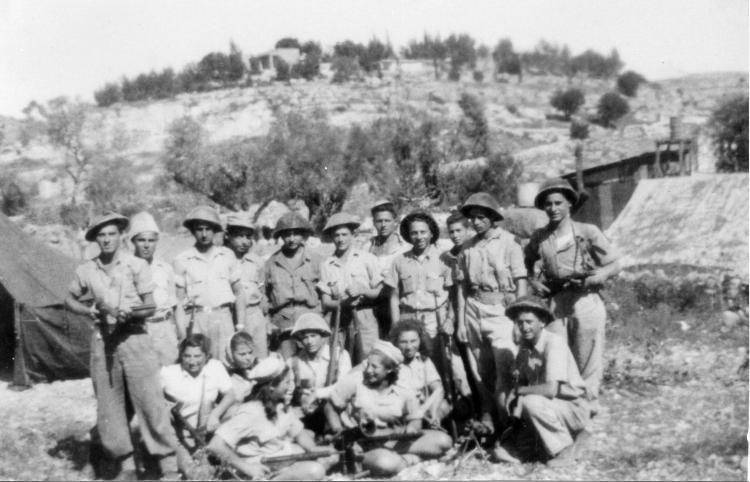
Membres de la brigade Harel s'entraînant à l'extérieur de Saris, 1948